# 圣巴尔多禄茂广场

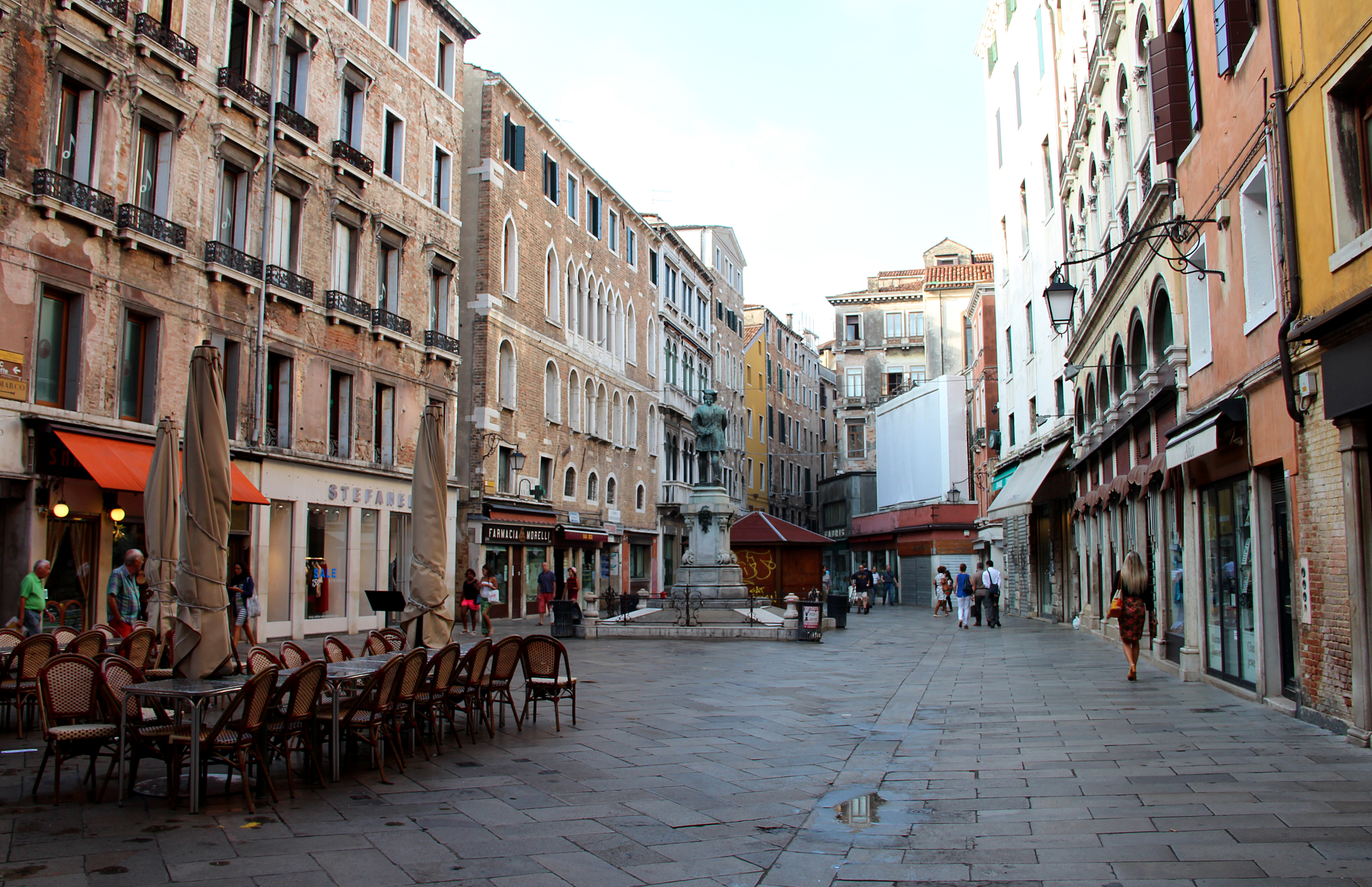
圣巴尔多禄茂广场

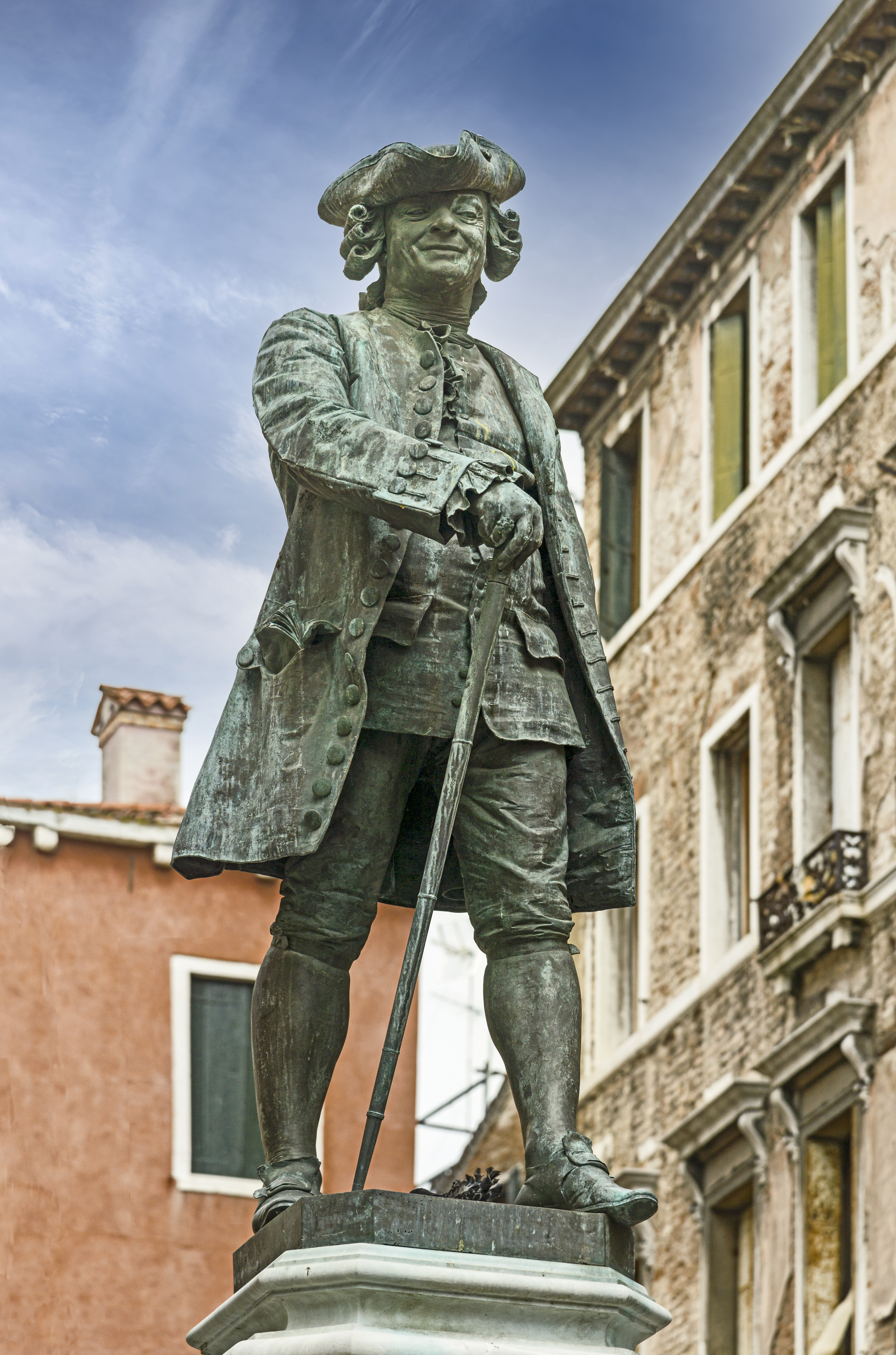
哥尔多尼雕像

圣巴尔多禄茂广场（Campo San Bartolomeo）是意大利威尼斯的一个城市广场，靠近里亚尔托桥，地理位置优越，是威尼斯城市活跃的社会商业心脏区域。
广场的中心是卡洛·哥尔多尼雕像，附近有圣巴尔多禄茂堂，以及圣救主广场（圣救主堂所在地）、里亚托桥和德国商馆。广场因圣巴尔多禄茂堂而得名。
45°26′16″N 12°20′13″E / 45.4377°N 12.3369°E